# Tasmabrochus
Tasmabrochus is een geslacht van spinnen uit de  familie van de Macrobunidae.   De soorten in het geslacht komen voor in Tasmanië.

## Soorten
- Tasmabrochus cranstoni Davies, 2002
- Tasmabrochus montanus Davies, 2002
- Tasmabrochus turnerae Davies, 2002